# Duits-Oost-Afrika

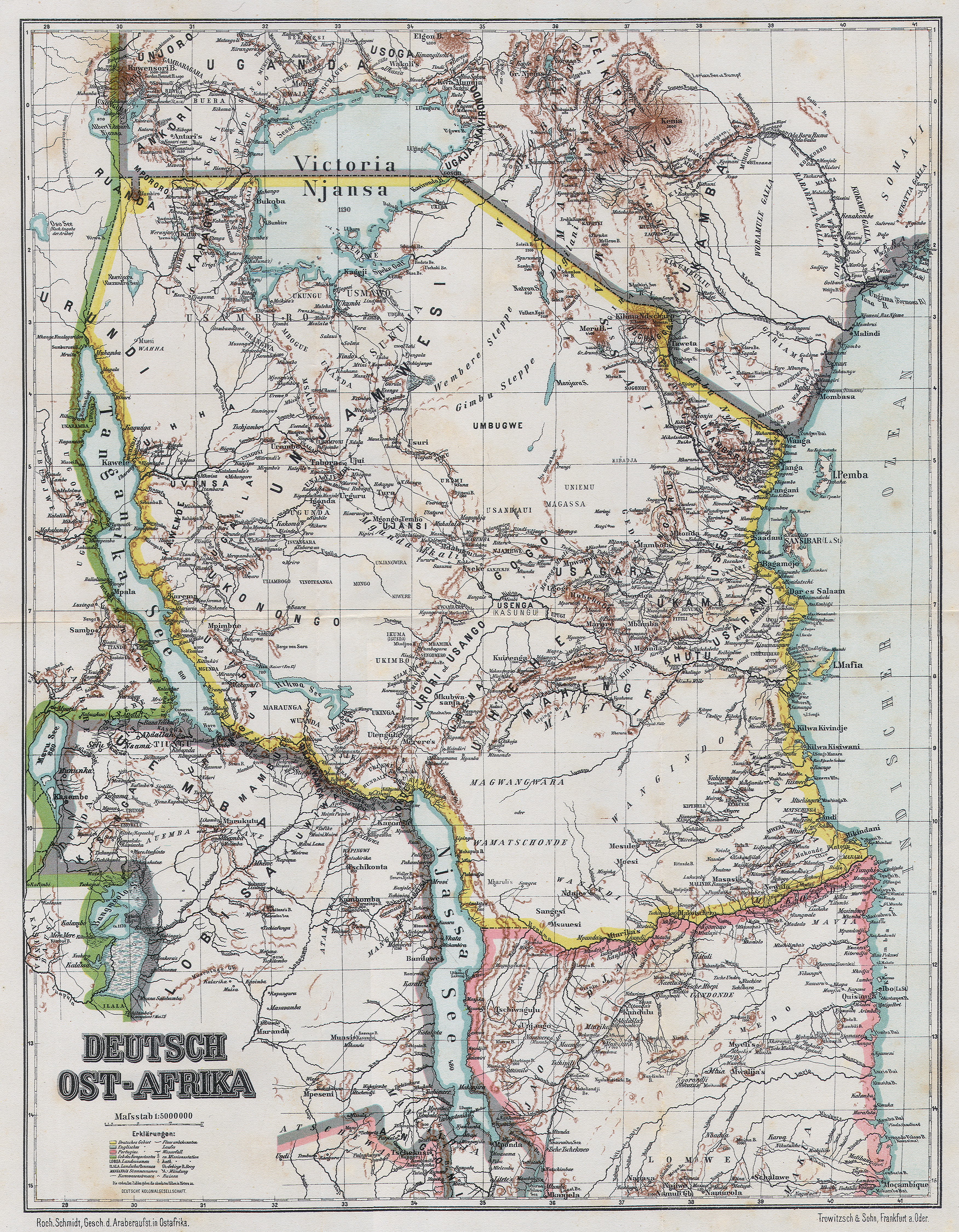
Kaart van Duits-Oost Afrika in 1892

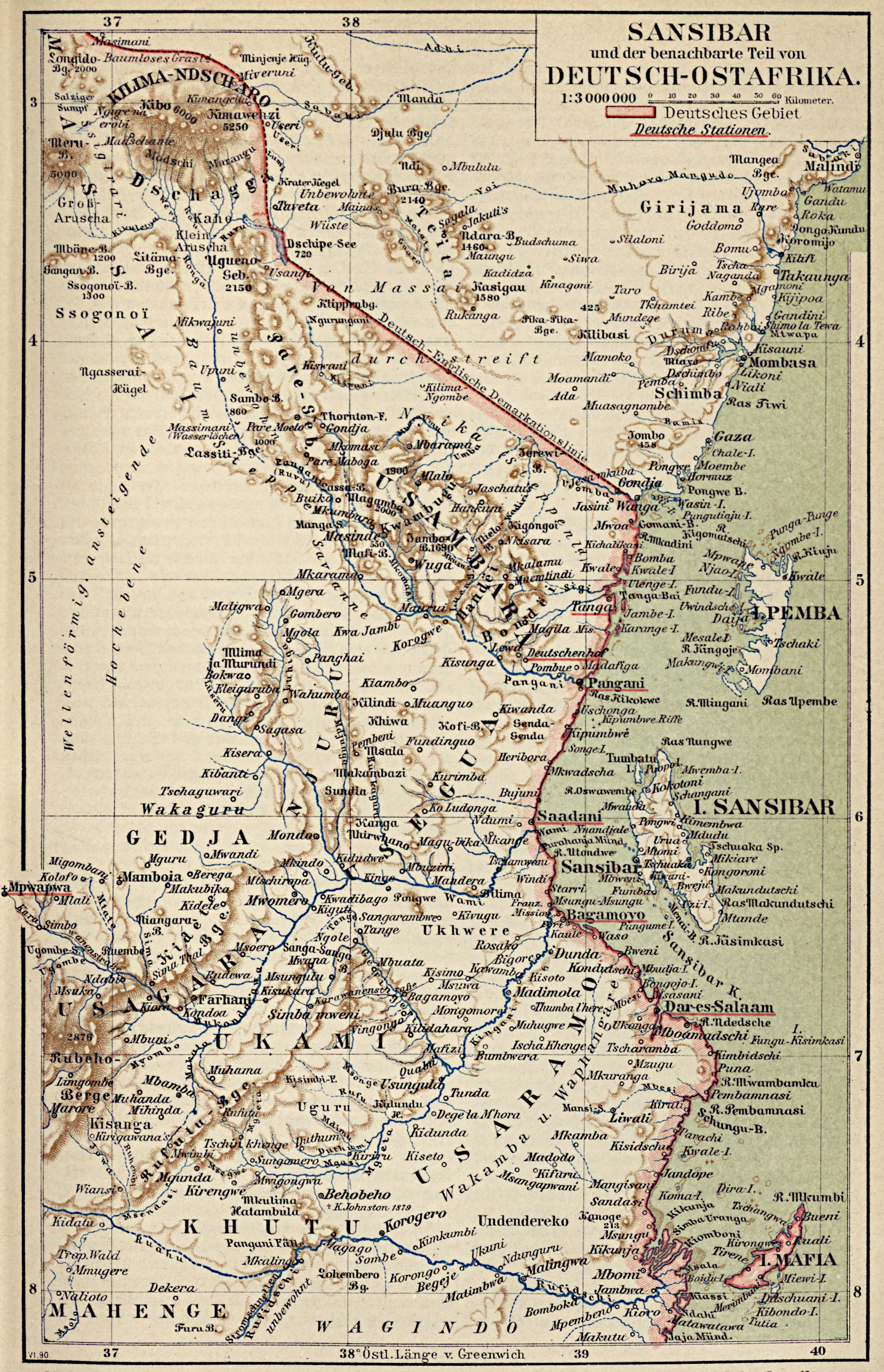
Detail van de noordelijke kuststrook

Duits-Oost-Afrika (Duits: Deutsch-Ostafrika) was een Duitse kolonie in Oost-Afrika, wat nu ongeveer overeenkomt met Burundi, Rwanda en Tanganyika (het vasteland van het huidige Tanzania). De oppervlakte was 994.996 km², bijna drie keer zo groot als het huidige Duitsland.
De kolonie werd gesticht in de jaren 1880. Na de nederlaag van het Keizerrijk Duitsland in de Eerste Wereldoorlog werd het gebied verdeeld tussen het Verenigd Koninkrijk en België. Later werd het omgevormd tot een mandaatgebied.

## Dubieuze verdragen
Het verhaal van de kolonie begint met Carl Peters, een avonturier die de Maatschappij voor Duitse Kolonisatie had opgericht, en verschillende dubieuze verdragen met plaatselijke stammen had gesloten. Kanselier Otto von Bismarck was aanvankelijk tegen de hele onderneming, maar veranderde van gedachten toen Peters dreigde naar Leopold II van België te stappen die diens Kongo-Vrijstaat wilde uitbreiden. Op 3 maart 1885 kondigde de Duitse regering aan dat ze op 17 februari in het geheim had afgesproken met Peters' bedrijf om een protectoraat in Oost-Afrika op te richten. Peters zocht daarna een paar specialisten uit die het hele land verkenden.
Toen de sultan van Zanzibar, die zichzelf ook als leider van het vasteland zag, protesteerde, stuurde Otto von Bismarck vijf oorlogsschepen, die op 7 augustus het vuur openden op zijn paleis. Uiteindelijk werd besloten dat de Britten en Duitsers het vasteland in invloedssferen zouden verdelen, en dat de sultan maar akkoord moest gaan.
De Duitsers konden snel Bagamoyo, Dar es Salaam, en Kilwa aan hun heerschappij onderwerpen. Een opstand in 1888 werd onderdrukt in het volgende jaar, met steun van de Britten. In 1890 spraken Londen en Berlijn af dat het Britse eiland Helgoland in de Noordzee Duits zou worden, en dat de vaste grenzen van Duits-Oost-Afrika zouden worden vastgelegd, wat in 1910 gebeurde.
De Duitsers waren altijd zwaar in de minderheid in de kolonies, en steunden op plaatselijke stamhoofden om orde te houden. Ze eisten ook dat deze stammen de belastingen verzamelden, en plantages oprichtten waar katoen, koffie en sesam werd geteeld.

## Eerste Wereldoorlog
De troepen van de kolonie tijdens de Eerste Wereldoorlog, een leger van zo'n 3.000 Duitsers en 11.000 autochtonen, werd geleid door generaal Paul von Lettow-Vorbeck. Dit leger wist een Brits leger onder bevel van Jan Smuts, zo'n 300.000 man sterk, succesvol op afstand houden. Bij Tanga overwon Von Lettow-Vorbeck zelfs een Brits leger dat meer dan acht keer zo groot was als zijn eigen troepenmacht. Zijn veldtochten hebben uiteindelijk aan zo'n 60.000 Britten het leven gekost.
De aantallen van de vijand werden voor Lettow-Vorbeck toch te overweldigend en wegens een nakend tekort aan voorraden, werd hij gedwongen zich terug te trekken in Portugees-Oost-Afrika, waar hij zich enkele weken na de oorlog overgaf. Hij werd in Duitsland als een oorlogsheld gevierd.
In het Verdrag van Versailles werd de kolonie opgesplitst. Het westelijke gedeelte werd een Belgisch mandaatgebied onder de naam Ruanda-Urundi. De Kiongadriehoek, een klein gebied ten zuiden van de rivier de Rovuma dat in 1885 op de Conferentie van Berlijn aan Portugal was toegewezen maar in 1894 door Duitsland was bezet, werd een deel van Portugees-Oost-Afrika. De rest, het huidige Tanganyika, werd vanaf 1918 een Brits mandaatgebied.

## Bestuurders

### Rijkscommissarissen
- 1885-1888: Carl Peters
- 1888-1891: Hermann von Wissmann

### Gouverneurs
- 1891-1893: Julius von Soden
- 1893-1895: Friedrich Radbod von Scheele
- 1895-1896: Hermann von Wissmann
- 1896-1901: Eduard von Liebert
- 1901-1906: Gustav Adolf von Götzen
- 1906-1912: Georg Albrecht von Rechenberg
- 1912-1918: Albert Heinrich Schnee